# Округ Френклин (Мисисипи)
Округ Френклин (енгл. Franklin County) је округ у америчкој савезној држави Мисисипи.

## Демографија
По попису из 2010. године број становника је 8.118, што је 330 (-3,9%) становника мање него 2000. године.
| Група             | 2000.         | 2010.         |
| Белци             | 5.286 (62,6%) | 5.230 (64,4%) |
| Афроамериканци    | 3.064 (36,3%) | 2.791 (34,4%) |
| Азијати           | 6 (0,1%)      | 5 (0,1%)      |
| Хиспаноамериканци | 45 (0,5%)     | 47 (0,6%)     |
| Укупно            | 8.448         | 8.118         |